# خوران سفلي
خوران سفلي (بالفارسية: خوران سفلی) هي قرية تقع في قسم نبوت الريفي (مقاطعة إيوان) في إيران. يقدر عدد سكانها بـ 103 نسمة بحسب إحصاء 2016.